# ヤコブス・ファン・トンデル
ヤコブス・ファン・トンデル（Jacobus van Tonder、1998年3月3日 - ）は、南アフリカ共和国出身でフランス代表資格を持つラグビーユニオン選手。フランストップ14のUSAペルピニャンに所属している。

## 経歴
南アフリカ共和国ブルームフォンテーンでは、フリーステイト・チーターズのU-13とU-18の代表に選出された
2016年、フランストップ14のASMクレルモンにスカウトされ、ユースチームから加入した。
2018年4月、ASMクレルモンとしてユニオン・ボルドー・ベグル戦に初出場し、ゴールとトライを決めた。
2023年、USAペルピニャンに移籍。
2025年6月、フランスA代表に選出され、イングランドA戦に出場。
2025年7月5日、フランス代表としてニュージーランド代表戦に控えから初出場。翌週、第2戦では先発出場した。